# Mercury-Little Joe 1B
Mercury-Little Joe 1B – kolejny, po dwóch nieudanych, test Rakietowego Systemu Ratunkowego (ang. Launch Escape System, w skrócie LES)  przeprowadzony w ramach amerykańskiego kosmicznego programu Mercury. Do testu została wykorzystana samica rezusa (Macaca mulatta) o imieniu Miss Sam.

## Misja
Misja rozpoczęła się w dniu 21 stycznia 1960 roku. Start odbył się z ośrodka badawczego Wallops Flight Facility w stanie Wirginia. W trakcie testu apogeum wyniosło 14 km oraz statek kosmiczny przeleciał odległość 19 km. Maksymalna prędkość podczas próby wyniosła 3307 km/h, a przeciążenie 4,5 g. Misja zakończyła się po 8 minutach i 35 sekundach. Statek kosmiczny został wydobyty z wody przez helikopter Korpusu Piechoty Morskiej Stanów Zjednoczonych, a po 45 minutach wrócił do ośrodka Wallops Flight Facility.
Nazwa małpy pochodzi od akronimu nazwy placówki badawczej U.S. Air Force School of Aerospace Medicine zaangażowanej w projekt.